# Самуель Решевський

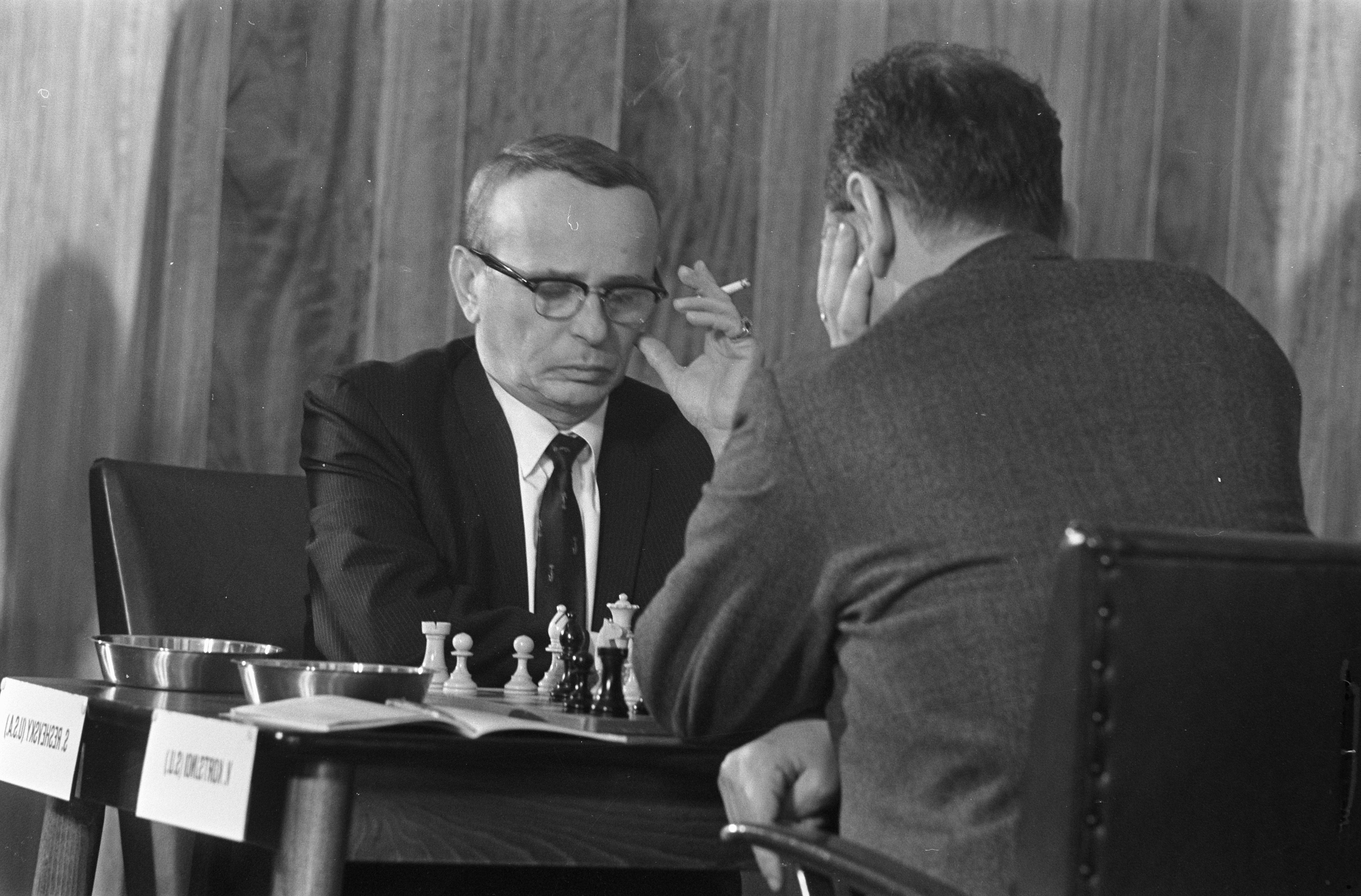
У матчі претендентів проти Корчного (1968)

Самуель Герман (Семі) Реше́вський (при народженні — пол. Szmul Rzeszewski, Шмуль Жешевський; 26 листопада 1911, Озоркув, Лодзинський повіт, Польське Царство, Російська імперія — 4 квітня 1992, Нью-Йорк) — американський шахіст єврейського походження, міжнародний гросмейстер (1950), один із найсильніших шахістів світу 1940-1950-х років, багаторазовий чемпіон США (з 1936 по 1944, з 1946 по 1948, а також 1969).

## Біографія

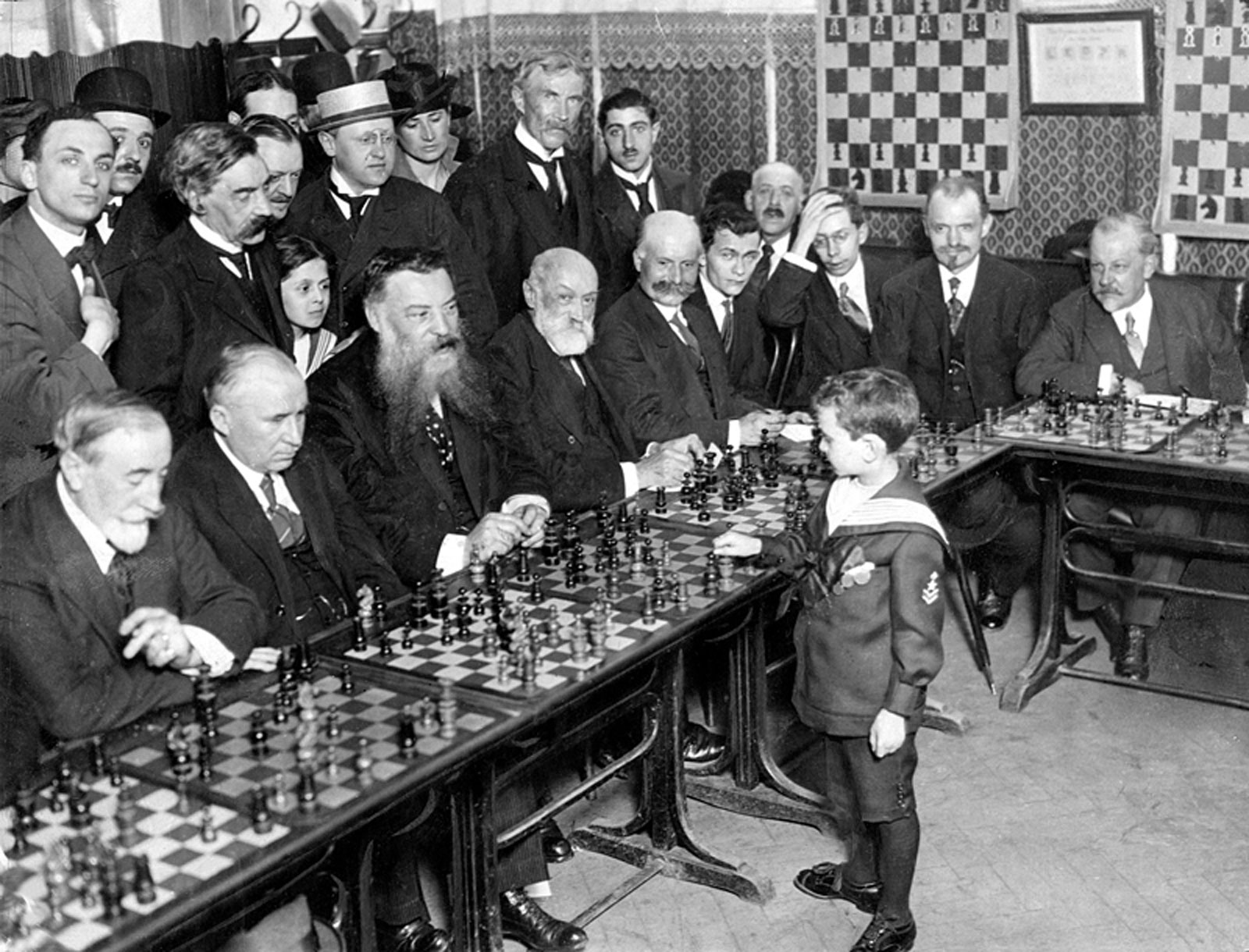
9-річний Решевський дає сеанс одночасної гри 1920 року

Самуель Решевський народився шостою дитиною у небагатій єврейській родині в польському місті Озоркув тодішньої Російської імперії.
Навчився грати у віці чотирьох років і здобув славу вундеркінда. У віці восьми років він перемагав визнаних гравців з легкістю і давав сеанси одночасної гри, дуже рідко програючи. 1920 року сім'я емігрувала до США і перший час існувала за рахунок шахових виступів маленького Самуеля.
Попри успішну шахову кар'єру, Решевський не був шаховим професіоналом, заробляючи на життя як бухгалтер.